# Galaktyka spiralna z poprzeczką

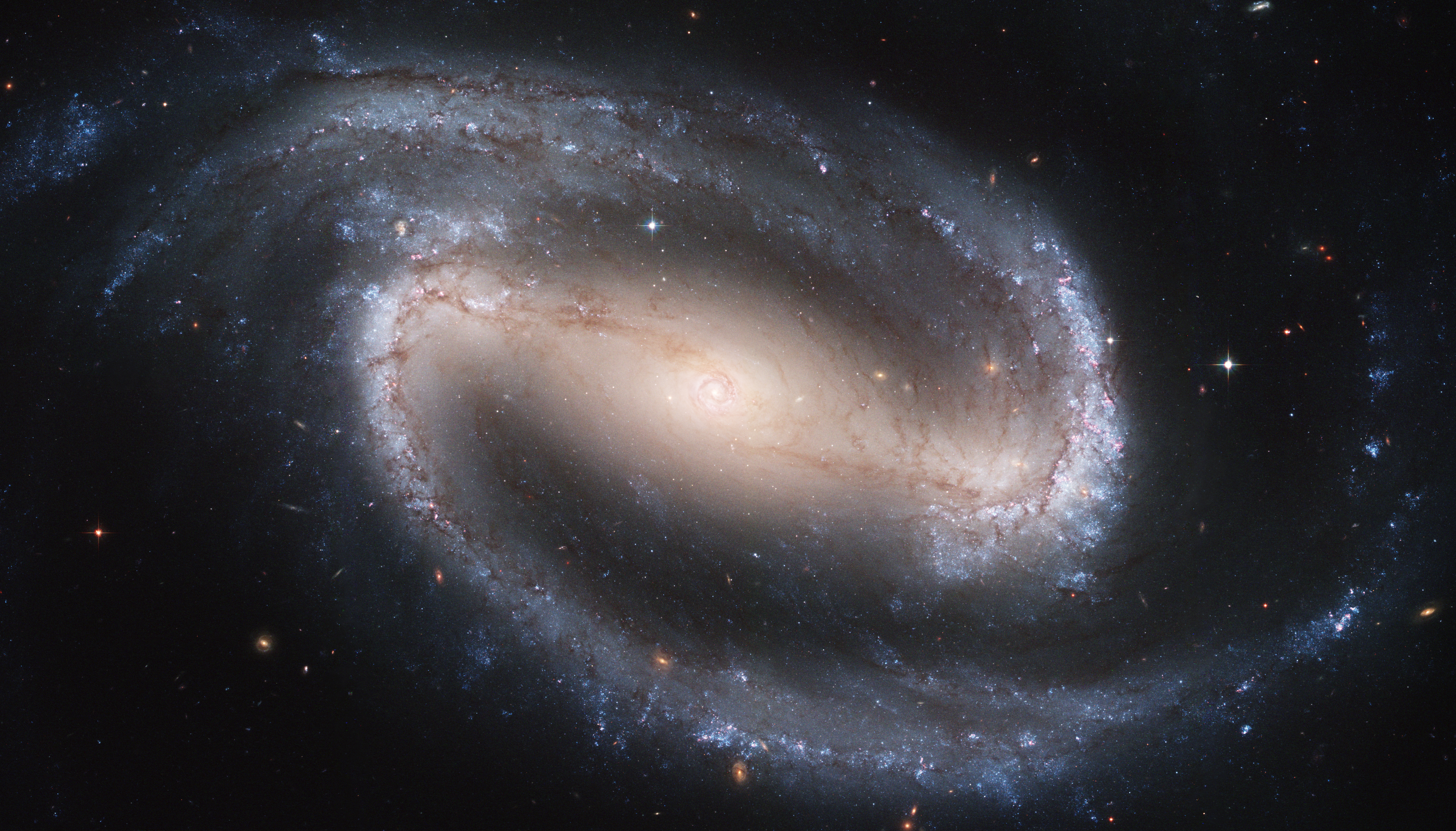
Galaktyka spiralna z poprzeczką NGC 1300

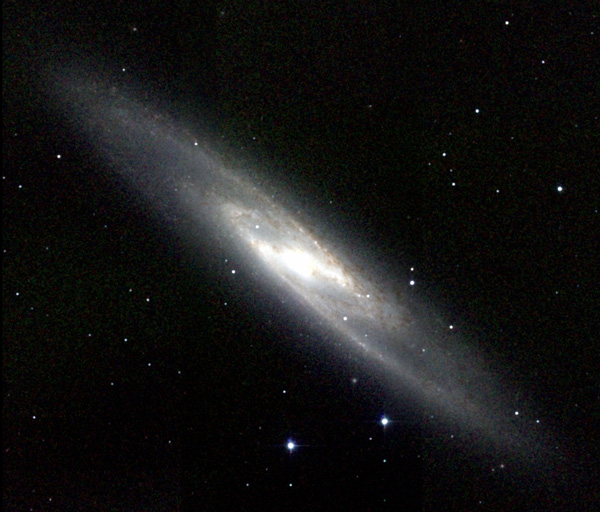
NGC 253 – galaktyka spiralna z poprzeczką (2MASS)

Galaktyka spiralna z poprzeczką – galaktyka spiralna z pasem jasnych gwiazd, wychodzących z centrum i przebiegających przez środek galaktyki. Ramiona spiralne tych galaktyk wydają się wychodzić z końców „poprzeczki”, podczas gdy w zwykłych galaktykach spiralnych wydają się wychodzić bezpośrednio z jądra.
Poprzeczkę obserwuje się w około połowie wszystkich galaktyk spiralnych. Generalnie poprzeczka wpływa zarówno na ruch gwiazd, jak i gazu międzygwiazdowego w galaktykach spiralnych, a także mogą wpływać na ramiona spiralne. Droga Mleczna, w której znajduje się Układ Słoneczny, jest klasyfikowana jako galaktyka spiralna z poprzeczką.
Poprzeczki w galaktykach spiralnych powstają wówczas, gdy fale gęstości materii przepompowują gęsty gaz w kierunku jądra galaktyki, dostarczając w ten sposób niezbędnego surowca do tworzenia się nowych gwiazd. Gaz jest równocześnie materią zasilającą supermasywne czarne dziury, które znajdują się prawdopodobnie w jądrach każdej galaktyki. Powstanie poprzeczki może również sygnalizować przejście galaktyki spiralnej z młodzieńczego okresu intensywnej produkcji nowych gwiazd w wiek dojrzały, ponieważ poprzeczki są częściej obserwowane w galaktykach starszych, wypełnionych czerwonymi gwiazdami niż w tych młodszych zawierających dużą liczbę młodych, niebieskich gwiazd. Wyjaśnia to również powód, dla którego obserwacje wczesnego Wszechświata ukazują, iż zaledwie co piąta galaktyka spiralna zawiera poprzeczkę, gdy jednocześnie w bliskim nam współczesnym Wszechświecie poprzeczki zawiera ponad dwie trzecie takich galaktyk.

## Przykłady
Obserwacje wykonane przez Kosmiczny Teleskop Spitzera wspierają poprzednio zebrane argumenty za tym, że Droga Mleczna jest galaktyką spiralną z poprzeczką, a nie zwykłą spiralną (poprzeczka może mieć nawet 27 tysięcy lat świetlnych długości). Obserwacje radioteleskopowe przez lata sugerowały, że nasza Galaktyka ma poprzeczkę, ale obserwacje Spitzera wykonane w podczerwieni dostarczyły dokładniejszych danych.
Największą obecnie znaną (styczeń 2013) galaktyką spiralną z poprzeczką jest NGC 6872, o średnicy 522 tysięcy lat świetlnych, około 5 razy większej niż Droga Mleczna.